# Liste der Baudenkmale in Lübesse
In der Liste der Baudenkmale in Lübesse sind alle Baudenkmale der Gemeinde Lübesse (Landkreis Ludwigslust-Parchim) und ihrer Ortsteile aufgelistet (Stand: Januar 2021).

## Lübesse
| ID | Lage             | Bezeichnung               | Beschreibung | Bild |
| -- | ---------------- | ------------------------- | ------------ | ---- |
|    | (Karte)          | Gefallenendenkmal 1914/18 |              |      |
|    | Torfdamm (Karte) | Spritzenhaus              |              |      |

## Hasenhäge
| ID | Lage                          | Bezeichnung                | Beschreibung | Bild                       |
| -- | ----------------------------- | -------------------------- | ------------ | -------------------------- |
|    | ehemals B 106, jetzt L 72     | Meilenstein                |              | Weitere Bilder             |
|    | Hamburger Frachtweg 1 (Karte) | Forsthaus und Stallscheune |              | Forsthaus und Stallscheune |
|    | Ludwigsluster Straße 1        | Chausseearbeiterhaus       |              |                            |

## Ortkrug
| ID | Lage                           | Bezeichnung         | Beschreibung | Bild                |
| -- | ------------------------------ | ------------------- | ------------ | ------------------- |
|    | ehemals B 106, jetzt L 72      | Meilenstein         |              | Weitere Bilder      |
|    | Ludwigsluster Straße 1 (Karte) | ehemaliger Marstall |              | ehemaliger Marstall |